# Seriphidium santolinum
Seriphidium santolinum là một loài thực vật có hoa trong họ Cúc. Loài này được (Schrenk) Poljakov miêu tả khoa học đầu tiên năm 1961.